# Xcel Energy Center
L'Xcel Energy Center è un'arena coperta situata a Saint Paul, Minnesota, sponsorizzata dalla compagnia energetica Xcel Energy. Ospita i Minnesota Wild della NHL e i Minnesota Swarm della NLL.
Tra il 1º e il 4 settembre 2008 ha ospitato il congresso nazionale del Partito Repubblicano.

## Storia
Costruito sullo stesso sito dove era stato demolito il St. Paul Civic Center, l'Xcel Energy Center venne inaugurato nell'autunno del 2000. Nel 2004, la ESPN nominò l'arena come la migliore struttura sportiva di tutti gli Stati Uniti.

## Record
- 8 febbraio 2004 - 19.434 persone assistono all'NHL All-Star Game, record per una partita di hockey in Minnesota
- 5 ottobre 2005 - Record di spettatori ad una parita dei Wild con 19.398 paganti
- 28 ottobre 2003 - Il concerto di Shania Twain a cui assistono 20.554 persone segna il record di spettatori per un concerto in quest'arena